# Sony Dynamic Digital Sound
Sony Dynamic Digital Sound – standard zapisu dźwięku wielokanałowego (najczęściej 5.1) oparty na kompresji ATRAC stosowanej też w Minidiscach. Dźwięk jest kompresowany ze źródła PCM o częstotliwości próbkowania 48 kHz (maksymalny bitrate wynosi 1280 kbps).